# Горобець месопотамський
Горобець месопотамський (Passer moabiticus) — вид горобцеподібних птахів родини горобцевих (Passeridae).

## Поширення
Вид поширений на Близькому Сході в басейні річок Йордан і Євфрат, включаючи Єгипет, Туреччину, Ізраїль, Сирію, Ліван, Кіпр, Ірак та Іран. Бродяжні птахи спостерігалися в Афганістані, Пакистані, Індії та Греції.

## Опис
Дрібний птах, завдовжки 12-13 см. Самець має сіру корону і невеликий чорний нагрудник на шиї. Над очима має світлу брову, яка жовтіє на плечах. По боках шиї є жовті плями. Самка менша, з коричневою спиною, сірою головою.

## Спосіб життя
Птах харчується насінням різноманітних рослин, включаючи злаки. Будує гніздо на дереві. Відкладає від 4 до 7 яєць.